# Dobberkau
Dobberkau è un quartiere tedesco di 309 abitanti del comune di Bismark, situato nel land della Sassonia-Anhalt.
Fino al 31 dicembre 2009 ha costituito un comune autonomo.